# مالاوي
مالاوي أو رسمياً جمهورية مالاوي (بالإنجليزية: Republic of Malawi) هي دولة حبيسة في جنوب شرق أفريقيا عرفت سابقاً باسم نياسالاند. تحدها زامبيا إلى الشمال الغربي وتنزانيا إلى الشمال الشرقي وموزمبيق من الشرق والجنوب والغرب. تنفصل البلاد عن تنزانيا وموزامبيق ببحيرة مالاوي. تتجاوز مساحتها 118,000 كم2 بينما يبلغ تعداد السكان أكثر من 21,240,689 نسمة. عاصمتها ليلونغوي وهي المدينة الثانية كبراً بعد بلانتيري بينما الثالثة هي مدينة مزوزو. يأتي الاسم مالاوي من مارافي وهو الاسم القديم لشعب نيانجا الذي يسكن المنطقة. تلقب البلاد أيضاً باسم «القلب الدافئ لأفريقيا».
اُستوطنت مالاوي أول مرة في القرن العاشر وبقيت تحت حكم السكان الأصليين إلى سنة 1891 عندما أصبحت مستعمرة بريطانية واستمرت كذلك إلى سنة 1964. بعد الحصول على الاستقلال أصبحت دولة بنظام الحزب الواحد في ظل رئاسة هاستينغز باندا والذي بقي رئيساً إلى سنة 1994 عندما أُطيح به من السلطة. اُنتخب بينغو موثاريكا رئيساً في 2004. تمتلك مالاوي حكومة ديمقراطية متعددة الأحزاب. وتمتلك قوة عسكرية صغيرة تتضمن الجيش والبحرية القوة الجوية. السياسة الخارجية لمالاوي موالية للغرب، وتمتلك علاقات دبلوماسية إيجابية مع معظم البلدان وتشارك في العديد من المنظمات الدولية.
مالاوي من بين أقل بلدان العالم نمواً. يستند اقتصادها بشكل كبير على الزراعة ويتوزع سكانها على الريف إلى حد كبير. تعتمد حكومة مالاوي اعتماداً كبيراً على المساعدات الخارجية لتلبية احتياجات التنمية على الرغم من تراجع هذه الحاجة (والمعونة المقدمة) منذ سنة 2000. تواجه حكومة مالاوي تحديات في بناء وتوسيع الاقتصاد وتحسين التعليم والرعاية الصحية وحماية البيئة وأن تصبح مستقلة مالياً. وضعت البلاد عدة برامج منذ سنة 2005 والتي تركز على هذه المسائل، وتظهر التوقعات تحسن في أداء البلاد عبر تحسن النمو الاقتصادي والتعليم والرعاية الصحية المشهودة في سنتي 2007 و2008.
تمتلك مالاوي مؤمل حياة منخفض مع ارتفاع معدل وفيات الرضع. هناك ارتفاع معدل انتشار فيروس نقص المناعة البشرية/الإيدز، وهو ما يستنزف القوى العاملة والنفقات الحكومية، ويتوقع أن يكون لها تأثير كبير على الناتج المحلي الإجمالي بحلول سنة 2010. هناك مجموعات متنوعة من السكان الأصليين الأفريقيين إن كان هناك صراع قبلي في الماضي فإنه تراجع بشكل كبير بحلول عام 2008 وبدأت الهوية المالاوية بالتشكل. يوجد في مالاوي ثقافة تجمع بين الجوانب المحلية والاستعمارية بما في ذلك الرياضة والرقص والفنون والموسيقى والديانة المسيحية.

## التاريخ

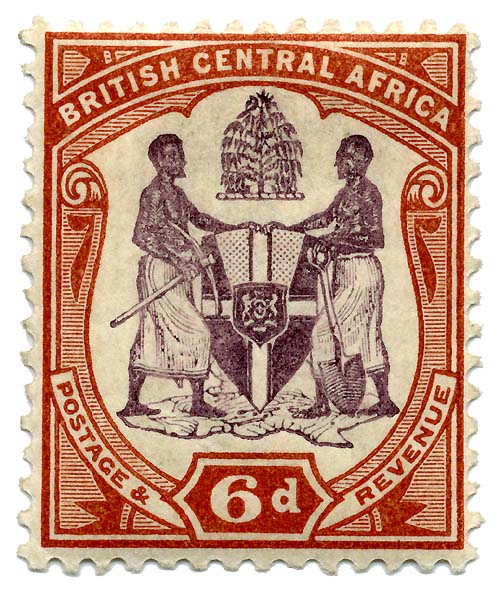
طابع من أفريقيا الوسطى البريطانية صدر عام 1897 من طرف المملكة المتحدة.

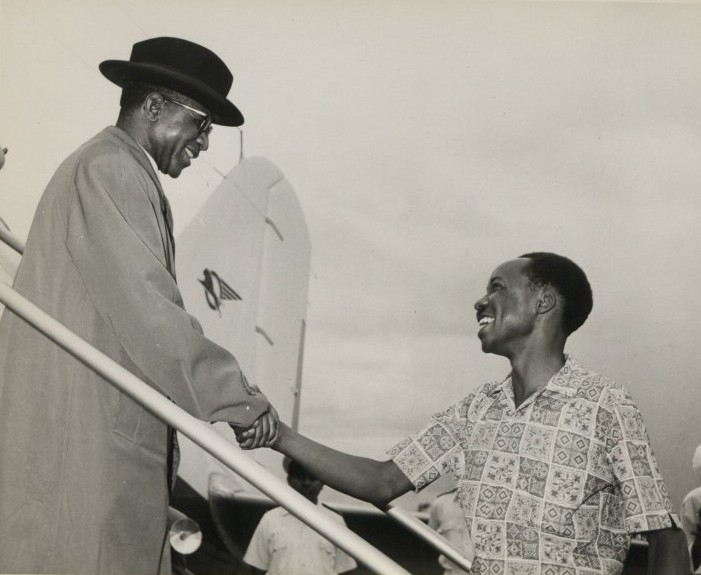
رئيس وزراء ملاوي الأول ورئيس لاحق للحياة، الدكتور هاستينغز باندا (يسار)، مع رئيس تنزانيا نيريري.

سكن الأرض الأفريقية التي تعرف الآن باسم ملاوي مجموعة ضئيلة للغاية من الصيادين وجامعي الثمار قبل أن تبدأ هجرات البانتو من الشمال حوالي القرن العاشر. رغم أن معظم البانتو واصلوا الهجرة جنوباً استقرت البعض بشكل دائم وأسست قبائل على أساس النسب المشترك. بحلول عام 1500 م، أنشأت تلك القبائل مملكة مارافي التي امتدت من شمال ما يعرف الآن نخوتوكاتا إلى نهر زمبيزي ومن بحيرة مالاوي إلى نهر لوانغوا في ما هو الآن زامبيا.
بعد وقت قصير من عام 1600، وبعد توحيد المنطقة في معظمها تحت حكم حاكم واحد، بدأ رجال القبائل الأصليين بالتواصل والتجارة والتحالف مع التجار وأفراد الجيش البرتغالي. بحلول عام 1700 انقسمت الإمبراطورية إلى مناطق سيطرت عليها قبائل عدة، وهو ما لاحظه البرتغاليون أثناء جمعهم للمعلومات.
وصل ديفيد ليفينغستون بحيرة ملاوي (حينها بحيرة نياسا) في عام 1859، عندما كانت تعرف ملاوي باسم نياسالاند تحت الحكم البريطاني. وفي مثال جلي على ما يطلق عليه أحياناً «الخط الأبيض الرفيع» من السلطة الاستعمارية في أفريقيا، تم تشكيل حكومة استعمارية نياسالاند عام 1891. منح المسؤولون ميزانية 10,000 جنيه استرليني للعام وهو ما كان كافياً لتوظيف عشرة مدنيين أوروبيين واثنين من ضباط الجيش وسبعين من سيخ البنجاب و85 من الحمالين من زنجبار. كان من المتوقع بذاك العدد القليل من الموظفين إدارة وتنظيم إقليم بمساحة حوالي 94,000 كم2 ويضم ما بين مليون أو مليوني نسمة.
في عام 1944، تم تشكيل مؤتمر نياسالاند الأفريقي من قبل الأفارقة من نياسالاند لتعزيز المصالح المحلية للحكومة البريطانية. في عام 1953، ربطت بريطانيا نياسالاند بكل من روديسيا الشمالية والجنوبية في ما كان يعرف باسم اتحاد وسط أفريقيا لأسباب سياسية في المقام الأول. أثار الاتحاد معارضة من القوميين الأفارقة ونال مؤتمر نياسالاند الأفريقي شعبية. كان هاستينغز كاموزو باندا من المعارضين النافذين للاتحاد وهو طبيب تعلم في أوروبا وعمل في غانا والذي أقنع بالعودة إلى نياسالاند عام 1958 للمساعدة في القضية الوطنية. انتخب باندا رئيساً للمؤتمر وعمل على تعبئة المشاعر الوطنية قبل أن تسجنته السلطات البريطانية في عام 1959. أطلق سراحه عام 1960، وطلبت مساعدته في صياغة دستور جديد لنياسالاند بوجود عبارة تمنح الأفارقة الأغلبية في المجلس التشريعي للمستعمرة.
في عام 1961، حصل حزب باندا مؤتمر ملاوي على الأغلبية في انتخابات المجلس التشريعي وأصبح رئيس الوزراء في عام 1963. تم حل الاتحاد عام 1963 وفي 6 يوليو عام 1964 استقلت نياسالاند عن الحكم البريطاني وأعادت تسمية نفسها ملاوي. بموجب الدستور الجديد، أصبحت ملاوي دولة حزب واحد - حزب المؤتمر الملاوي - في عام 1966 وفي عام 1970 أعلن باندا نفسه رئيساً مدى الحياة. حكم باندا البلاد لما يقرب من 30 عاماً بقبضة حازمة حيث قمع المعارضة وضمن غياب أي معارضة شخصية.
على الرغم من شدته السياسية، إلا أن الاقتصاد المالاوي في عهد باندا كان مثالاً على كيف يمكن لدولة فقيرة غير ساحلية مكتظة بالسكان وتفتقر للثروة المعدنية أن تحقق التقدم في كل من الزراعة والتنمية الصناعية. أثناء وجوده في منصبه استغل سيطرته على البلاد وشيد إمبراطورية أعمال أنتجت في نهاية المطاف ثلث الناتج المحلي الإجمالي للبلاد ووظفت 10 ٪ من القوة العاملة المأجورة.
تحت الضغط المتزايد للحصول على الحرية السياسية، وافق باندا على استفتاء عام 1993، حيث صوت الشعب للديمقراطية متعددة الأحزاب. في أواخر عام 1993 تم تشكيل مجلس رئاسي، وألغيت الرئاسة مدى الحياة، ووضع دستور جديد موضع التنفيذ مما أنهى حكم حزب مؤتمر ملاوي. أجريت أول انتخابات متعددة الأحزاب في ملاوي عام 1994 وأصبح باكيلي مولوزي رئيساً. ظل مولوزي رئيساً حتى عام 2004 عندما انتخب بينجو وا موثاريكا. بالرغم من وصف البيئة السياسية بأنها «صعبة» فإن النظام متعدد الأحزاب ظل قائماً في ملاوي في 2009. جرت انتخابات برلمانية تعددية حزبية ورئاسية للمرة الرابعة في مالاوي في مايو 2009 حيث أعيد انتخاب الرئيس موثاريكا على الرغم من الاتهامات بتزوير الانتخابات من قبل منافسه.
ينظر للرئيس موثاريكا من قبل البعض بأنه ذو نزعة استبدادية متزايدة ورافض لحقوق الإنسان وفي يوليو 2011 اندلعت احتجاجات على ارتفاع تكاليف المعيشة والعلاقات الخارجية المتدهورة وسوء الإدارة ونقص احتياطيات النقد الأجنبي. خلفت الاحتجاجات 18 قتيلاً وإصابة ما لا يقل عن 44 شخصاً آخرين بالأعيرة النارية.

## السياسة والحكومة

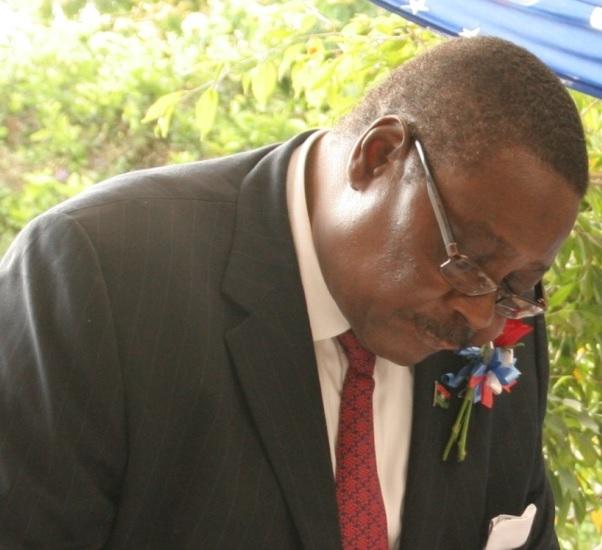
آرثر بيتر موثاريكا، رئيس ملاوي.

حكومة ملاوي ديمقراطية بتعددية حزبية وفي الوقت الراهن في ظل قيادة الرئيس لازاروس شاكيرا. وضع الدستور الحالي في 18 مايو 1995. تتألف فروع الحكومة من السلطات التنفيذية والتشريعية والقضائية. تشمل السلطة التنفيذية رئيس الدولة الذي هو أيضاً رئيس الحكومة، ونائب الرئيس الأول والثاني ومجلس الوزراء. يتم انتخاب الرئيس كل خمس سنوات ويتم انتخاب نائبه معه. يجوز للرئيس تعيين نائب ثان إذا اختار ذلك على الرغم من أنه يجب أن يكون من حزب مختلف. يتم تعيين أعضاء مجلس الوزراء من قبل الرئيس ويمكن أن يكونوا من داخل أو خارج المجلس التشريعي.
تتكون السلطة التشريعية من مجلس الجمعية الوطنية الذي يضم 193 عضواً ينتخبون كل خمس سنوات، ورغم أن الدستور ينص على وجود مجلس شيوخ من 80 مقعداً، إلا أنه لا يوجد عملياً. إذا تم إنشاؤه، فإن مجلس الشيوخ سيمثل الزعماء التقليديين ومجموعة متنوعة من المناطق الجغرافية، فضلا عن جماعات المصالح الخاصة بما في ذلك الشباب والنساء والمعوقين. تستند السلطة القضائية المستقلة على النموذج الإنجليزي وتتكون من المحكمة الدستورية والمحكمة العليا ومحكمة الاستئناف العليا ومحاكم الصلح التابعة لها. هناك حالياً تسعة أحزاب سياسية، حيث الحزب التقدمي الديمقراطي الحزب الحاكم وحزب مؤتمر ملاوي والجبهة الديمقراطية المتحدة أحزاب المعارضة الرئيسية في الجمعية الوطنية. سن الاقتراع هو 18 عاماً. كانت ميزانية الحكومة المركزية لفترة 2009/2010 نحو 1.7 مليار دولار.
في 7 أبريل 2012 تولت رئاسة دولة ملاوي جويس باندا وذلك عقب وفاة الرئيس بينجو وا موثاريكا وذلك كونها نائبًا للرئيس، وهي أول امرأة تتولى الرئاسة في البلد، وثاني امرأة تتولى رئاسة بلد أفريقي بعد رئيسة ليبيريا إلين جونسون سيرليف.[بحاجة لمصدر]
تتألف مالاوي من ثلاث مناطق (الشمالية والوسطى والجنوبية) والتي تنقسم إلى 28 مقاطعة والتي بدورها تنقسم إلى حوالي 250 سلطة تقليدية و 110 جناح إداري. تدار الحكومات المحلية من قبل لجنة من المسؤولين الإقليميين ومفوضي المنطقة الذين تعينهم الحكومة المركزية. لأول مرة في عهد التعددية الحزبية، جرت انتخابات محلية يوم 21 نوفمبر 2000 حيث حصلت الجبهة الديمقراطية المتحدة على 70 ٪ من المقاعد المتاحة. كان من المقرر أن تجرى جولة ثانية من الانتخابات المحلية المقررة دستورياً في مايو 2005، ولكنها ألغيت من قبل الحكومة.
في فبراير 2005، انفصل الرئيس موثاريكا عن الجبهة الديمقراطية المتحدة وأنشأ حزبه الحزب الديمقراطي التقدمي الذي اجتذب المسؤولين الإصلاحيين من الأحزاب الأخرى، وفاز في الانتخابات في جميع أنحاء البلاد في عام 2006. في عام 2008، طبق الرئيس موثاريكا إصلاحات لمعالجة مشكلة الفساد المستشري في البلاد حيث وجهت اتهامات جنائية لما لا يقل عن خمسة من كبار أعضاء الجبهة الديمقراطية المتحدة. في عام 2008 أيضاً صنفت مالاوي في المرتبة 11 من بين جميع البلدان في أفريقيا جنوب الصحراء الكبرى في مؤشر إبراهيم للحكم في أفريقيا، وهو مؤشر يقيس متغيرات عدة لتوفير رؤية شاملة للحكم في البلدان الأفريقية.
تتكون القوات المسلحة المالاوية من الجيش والبحرية والقوة الجوية التي تعد كل منها منفصلة عن الأخرى. بين القوى الثلاث هناك ما يقرب من 5500 من العسكريين و 1500 من الشرطة شبه العسكرية و 80 طائرة لا توجد بينها طائرات مقاتلة. تنتشر البحرية في خليج القرد على بحيرة مالاوي.

### التقسيمات الإدارية

أقاليم مالاوي

تقسم ملاوي إلى 28 ضاحية ضمن ثلاثة أقاليم:
| الإقليم الشمالي - 1 – شيتيبا - 2 – كارونجا - 3 – رومفي - 4 – مزيمبا - 5 – خليج ناكاتا - 6 – لاكوما | الإقليم الأوسط - 7 – كاسونغو - 8 – نكوتاكوتا - 9 – نتشيزي - 10 – مشينجي - 11 – دوا - 12 – ليلونغوي - 13 – ساليما - 14 – ديدزا - 15 – نتشيو | الإقليم الجنوبي - 16 – مانغوشي - 17 – ماشينغا - 18 – بالاكا - 19 – زومبا - 20 – فالومبي - 21 – موانزا - 22 – بلانتيري - 23 – مولانجي - 24 – شيرادزولو - 25 – ثيولو - 26 – شيكاوا - 27 – نسانجي - 28 – نينو |

### العلاقات الخارجية

خريطة توضح أماكن السفارات أو البعثات العليا الملاوية في عام 2009

أنشأ الرئيس السابق بينجو سياسة خارجية موالية للغرب استمرت حتى أوائل عام 2011. تضمنت علاقات دبلوماسية جيدة مع العديد من الدول الغربية. كما أدى التحول من دولة الحزب الواحد إلى ديمقراطية متعددة الأحزاب إلى تعزيز علاقات ملاوي مع الولايات المتحدة. يدرس العديد من طلاب مالاوي في الولايات المتحدة، بينما تمتلك الولايات المتحدة فروعاً نشطة من فرق السلام ومراكز السيطرة على الأمراض والوقاية منها ووزارة الصحة والخدمات البشرية ووكالة التنمية الدولية في ملاوي. حافظت ملاوي على علاقات وثيقة مع جنوب أفريقيا خلال حقبة الفصل العنصري مما وتر علاقات مالاوي مع الدول الأفريقية الأخرى. بعد انهيار نظام الفصل العنصري في عام 1994، تحسنت العلاقات الدبلوماسية بين ملاوي وجميع الدول الأفريقية الأخرى وصولاً لعام 2011. في عام 2010، توترت علاقة مالاوي مع موزامبيق ويرجع ذلك جزئياً إلى الخلافات حول استخدام نهر زمبيزي والشبكة الكهربائية المشتركة بين البلدين. في عام 2007، أنشأت ملاوي علاقات دبلوماسية مع الصين والاستثمارات الصينية في البلاد في تزايد منذ ذلك الحين، على الرغم من المخاوف بشأن معاملة العمال ومنافسة الشركات الصينية للشركات المحلية. في عام 2011، تضررت العلاقات بين ملاوي والمملكة المتحدة عندما صدرت وثيقة ينتقد فيها السفير البريطاني إلى ملاوي الرئيس موثاريكا. رد موثاريكا بطرد السفير من ملاوي وفي يوليو 2011 أعلنت المملكة المتحدة أنها ستعلق كل المساعدات المالية بسبب عدم اكتراث موثاريكا بالانتقادات لحكومته وسوء الإدارة الاقتصادية. في 26 يوليو 2011، قامت الولايات المتحدة بخطوة مماثلة وجمدت مساعدة تقدر بنحو 350 مليون دولار أمريكي، مشيرة إلى المخاوف بشأن قمع الحكومة وتخويفها للمتظاهرين والجماعات المدنية، فضلا عن فرض قيود على الصحافة وعنف الشرطة.
تعد مالاوي ملاذاً للاجئين من بلدان أفريقية أخرى بما في ذلك موزامبيق ورواندا منذ عام 1985. وضعت هذه التدفقات من اللاجئين عبئاً على اقتصاد مالاوي ولكن تجدر الإشارة أيضاً إلى التدفقات الكبيرة من المساعدات من الدول الأخرى. تشمل الجهات المانحة لملاوي الولايات المتحدة وكندا وألمانيا وآيسلندا واليابان وهولندا والنرويج والسويد وأيرلندا والمملكة المتحدة، فضلاً عن المؤسسات الدولية مثل البنك الدولي وصندوق النقد الدولي والاتحاد الأوروبي وبنك التنمية الأفريقي ومنظمات الأمم المتحدة.
مالاوي عضو في عدة منظمات دولية بما فيها الأمم المتحدة وبعض الوكالات التابعة لها وصندوق النقد الدولي والبنك الدولي والاتحاد الأفريقي ومنظمة الصحة العالمية. تعتبر ملاوي الاستقرار الاقتصادي والسياسي في الجنوب الأفريقي ضرورة، وتدعو إلى الحلول السلمية عن طريق التفاوض. كانت البلد الأول في جنوب أفريقيا لتلقي التدريب على حفظ السلام في إطار مبادرة الاستجابة للأزمات الأفريقية.

### حقوق الإنسان
اعتباراً من عام 2010، لاحظ المراقبون الدوليون وجود قضايا عدة في مجالات حقوق الإنسان. لوحظ استخدام القوة المفرطة من طرف قوات الشرطة بينما تفلت قوات الأمن من العقاب، كما لوحظ أحياناً عنف العصابات والأوضاع القاسية في السجون والتي تهدد الحياة أحياناً. ومع ذلك، ينظر إلى الحكومة بأنها تبذل بعض الجهد لملاحقة قوات الأمن التي استخدمت القوة المفرطة. تشمل القضايا القانونية الأخرى قيوداً على حرية التعبير وحرية الصحافة والاحتجاز المطول من دون محاكمة والاعتقالات التعسفية. بينما القضايا المجتمعية تشمل العنف ضد المرأة والاتجار بالبشر وعمالة الأطفال. ينظر إلى الفساد في الحكومة باعتباره قضية كبرى على الرغم من محاولات مكتب مكافحة فساد مالاوي للحد منه. يبدو أن مكتب مكافحة الفساد ينجح في إيجاد وملاحقة الفساد منخفض المستوى، ولكن مع المسؤولين الرفيعين فهو قاصر الحيلة. كما يعد الفساد بين قوات الأمن قضية أخرى.
المثلية الجنسية غير قانونية في ملاوي. سجلت حالة واحدة في الآونة الأخيرة تم فيها سجن زوجين مثليي الجنس لمدة طويلة بعد الإدانة. حكم على الزوج المدان بحد أقصى من 14 عاماً مع الأشغال الشاقة لكل منهما، لكن صدر عفو عنهما بعد أسبوعين بعد تدخل الأمين العام للأمم المتحدة بان كي مون.

### القوات المسلحة
وتحتفظ ملاوي بقوات عسكرية صغيرة قوامها نحو 25,000 رجل، وهي قوات الدفاع الملاوية. وهو يتألف من عناصر الجيش والبحرية والقوات الجوية. نشأ جيش ملاوي من وحدات استعمارية بريطانية تشكلت قبل الاستقلال، وتتكون الآن من فوجتين من بندقية وفوج مظلي واحد. تأسست القوات الجوية ملاوي بمساعدة ألمانية في عام 1976، وتدير عددا صغيرا من طائرات النقل والطائرات العمودية متعددة الأغراض. البحرية المالاوية لديها 3 سفن تعمل على بحيرة ملاوي، ومقرها في خليج القرد.

## الجغرافيا

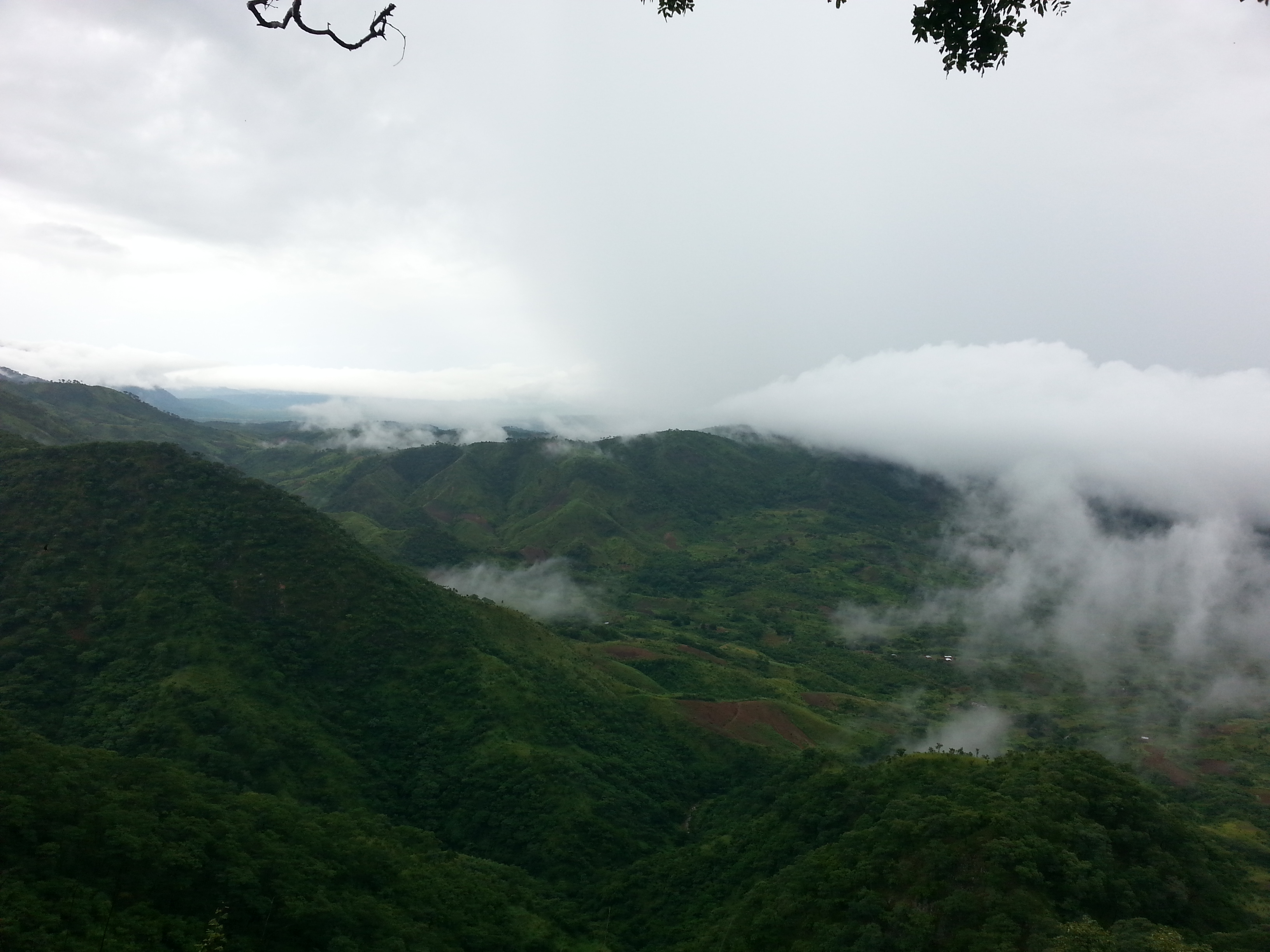
إلى داخل، واقع نحو الشمال، ملاوي، إبان، الأمطار، سيسون.

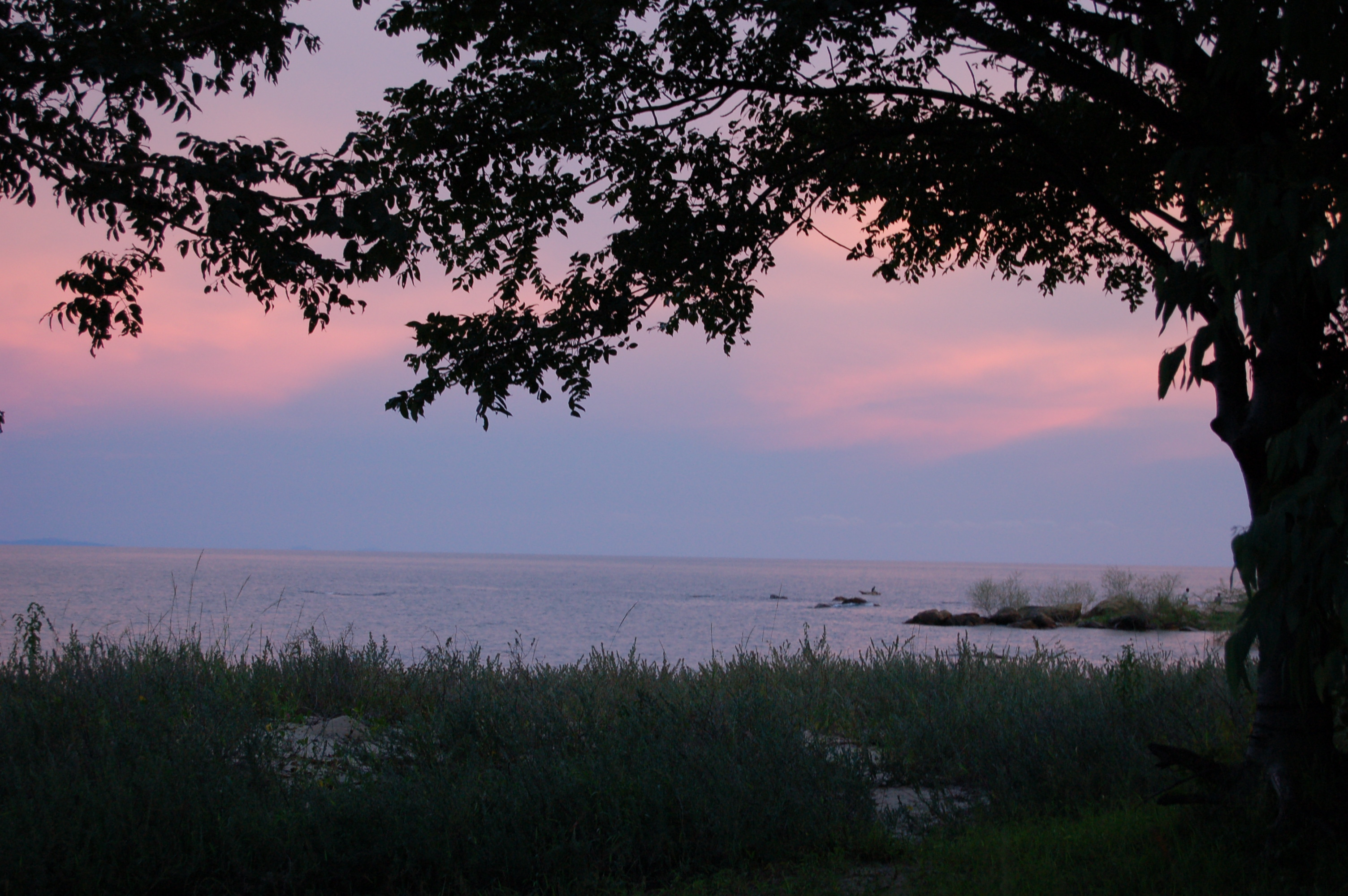
الغروب قرب بحيرة مالاوي.

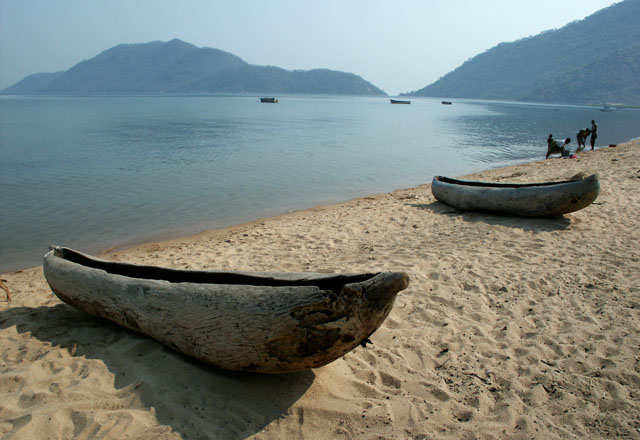
بحيرة ملاوي.

مالاوي دولة حبيسة في جنوب شرق أفريقيا تحدها زامبيا من الشمال الغربي وتنزانيا من الشمال الشرقي بينما تحدها موزمبيق من بقية الجهات. تقع بين خطي عرض 9 و18 درجة جنوباً، وخطي طول 32 و36 درجة شرقاً.
يمر الوادي المتصدع الكبير عبر البلاد من الشمال إلى الجنوب، بينما شرقه تقع بحيرة ملاوي (وتسمى أيضاً بحيرة نياسا) بحيث تشكل أكثر من ثلاثة أرباع الحدود الشرقية لملاوي. تسمى بحيرة ملاوي أحياناً بحيرة التقويم حيث طولها 365 ميل (عدد أيام السنة) (587 كم) وعرضها 52 ميلاً (عدد أسابيع السنة) (84 كم).
يتدفق نهر شاير من الطرف الجنوبي من البحيرة وينضم إلى نهر زمبيزي 400 كم جنوب موزامبيق. يقع سطح بحيرة مالاوي على ارتفاع 457 متراً فوق مستوى سطح البحر بينما أقصى عمق لها 701 متر مما يعني أن قاع البحيرة يقع 213 متراً تحت مستوى سطح البحر في بعض النقاط.
في المنطقة الجبلية من مالاوي المحيطة بالوادي المتصدع، ترتفع الهضاب عموماً بين 914-1219 م عن سطح البحر، على الرغم من أن بعضها يصل ارتفاعه إلى 2438 م في الشمال. إلى الجنوب من بحيرة ملاوي تقع مرتفعات شاير، وهي أرض منبسطة ارتفاعها 914 م فوق مستوى سطح البحر. توجد في تلك المنطقة قمتان جبليتان هما زومبا وملانجي عند ارتفاع 2134 م و3048 م بالترتيب.
عاصمة ملاوي هي ليلونغوي بينما مركزها التجاري وأكبر مدنها هي بلانتيري التي يبلغ تعداد سكانها أكثر من 500,000 شخص. يوجد في ملاوي اثنان من المواقع المدرجة على قائمة اليونسكو للتراث العالمي. أولاهما حديقة بحيرة ملاوي الوطنية في عام 1984 ومنطقة الرسومات الحجرية في شونغوني والتي أدرجت في عام 2006.

### المناخ

خريطة تصنيف كوبن للمناخ في مالاوي.

المناخ في مالاوي حار في المناطق المنخفضة في جنوب البلاد ومعتدل في المرتفعات الشمالية. يعدل الارتفاع عن سطح البحر ما سيكون مناخاً استوائياً بخلاف ذلك. درجات الحرارة بين نوفمبر وأبريل دافئة مع أمطار استوائية وعواصف رعدية وتصل ذروتها في أواخر مارس. بعد ذلك يتراجع هطول الأمطار بشكل سريع ومن مايو إلى سبتمبر ينتشر في المنطقة رذاذ رطب من المرتفعات إلى الهضاب مع عدم هطول الأمطار تقريباً خلال تلك الأشهر.

### النباتات والحيوانات

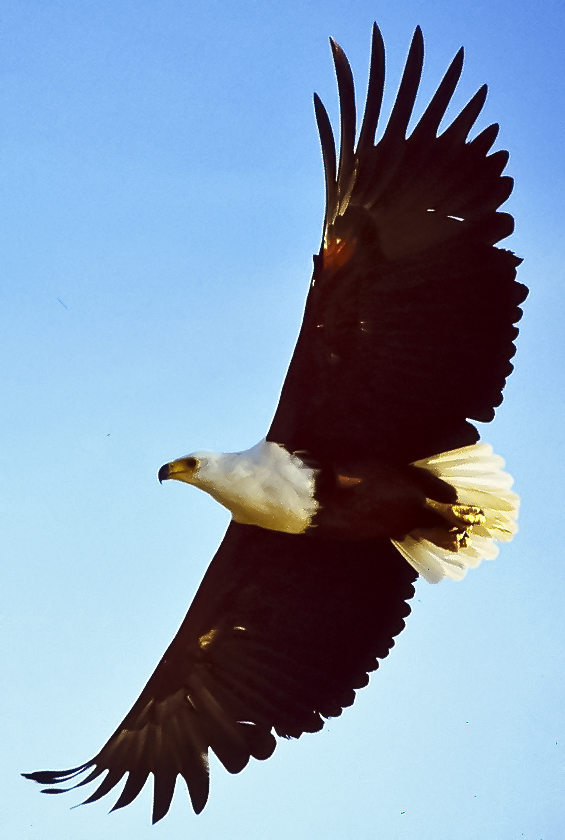
نسر السمك الإفريقي، ينتشر حول البحيرات والأنهار.

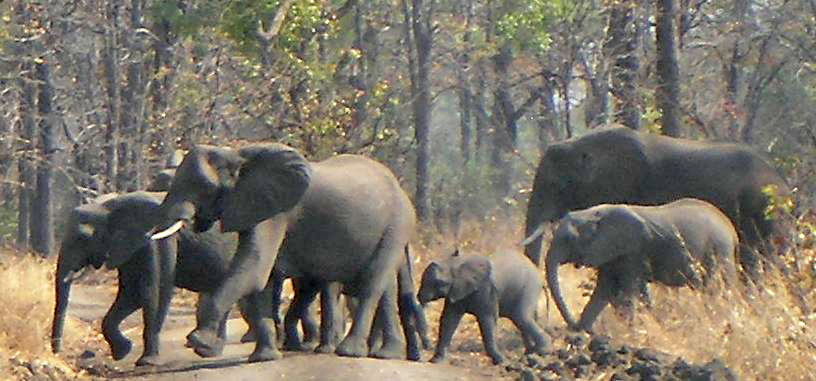
الفيلة في حديقة Liwonde الوطنية.

تشمل الحياة الحيوانية المتوطنة في ملاوي الثدييات مثل الفيلة وأفراس النهر والقطط الكبيرة والقرود والليمور والخفافيش. مجموعة كبيرة ومتنوعة من الطيور بما في ذلك الطيور الجارحة والببغاوات والصقور والطيور المائية والخواضون الكبيرة، البوم والطيور المغردة. وقد وصفت بحيرة ملاوي بأنها واحدة من أغنى فونات الأسماك في البحيرة في العالم، كونها موطن لحوالي 200 حيوان من الثدييات و 650 طائر و 30+ من الرخويات و 5,500+ من أنواع النباتات.
وتشمل المناطق البيئية المراعي الاستوائية وشبه الاستوائية والسافانا والأراضي الشجرية في غابات ميومبو التي تهيمن عليها أشجار الميومبو؛ وغابات زامبيزيان وموبان، التي تتميز بشجرة موبان؛ وكذلك المراعي المغمورة التي توفر المراعي والنباتات المستنقعات.
ويوجد في مالاوي خمسة متنزهات وطنية، وأربعة محميات طرائد للحياة البرية، واثنين من المناطق المحمية الأخرى.

## الاقتصاد

سوق للتحف يدوية الصنع في ليلونغوي.

ملاوي من بين أقل البلدان نمواً في العالم وأكثرها كثافة بالسكان. يعيش حوالي 85% من السكان في المناطق الريفية. يستند الاقتصاد على الزراعة ويأتي أكثر من ثلث الناتج المحلي الاجمالي و 90% من عائدات التصدير تأتي من ذاك القطاع. اعتمد الاقتصاد في الماضي على المساعدات الاقتصادية الكبيرة من البنك الدولي وصندوق النقد الدولي ودول أخرى.
في ديسمبر 2000، أوقف صندوق النقد الدولي صرف المعونات بسبب المخاوف من الفساد وتبعته جهات مانحة فردية كثيرة، مما أدى إلى تراجع ميزانية التنمية في ملاوي بنسبة 80% تقريبًا. ولكن وفي عام 2005، تلقّت ملاوي أكثر من 575 مليون دولار أمريكي من المعونات. تواجه حكومة ملاوي تحديات في تطوير اقتصاد السوق وتحسين الحماية البيئية والتعامل مع مشكلة سرعة انتشار فيروس نقص المناعة البشرية وتحسين نظام التعليم وإرضاء المانحين الأجانب من حيث أنها تعمل على أن تصبح مستقلة ماليًا. لوحظ تحسن الانضباط المالي منذ عام 2005 تحت قيادة الرئيس موثاريكا ووزير المالية جوندوي. منذ ذلك الحين تبخر هذا الانضباط كما يتضح في عام 2009 بشراء طائرة رئاسية خاصة تلاه على الفور تقريبًا نقص الوقود على الصعيد الوطني والذي نسب رسميًا إلى مشاكل لوجستية، ولكن كان من الأرجح بسبب نقص العملة الصعبة الناجمة عن شراء الطائرة. التكلفة الإجمالية للاقتصاد (ونظام الرعاية الصحية) غير معروفة.
بالإضافة إلى ذلك، ظهرت بعض النكسات حيث فقدت ملاوي بعض قدرتها على دفع ثمن الواردات بسبب النقص العام في العملات الأجنبية، كما تراجعت الاستثمارات بنسبة 23 ٪ في عام 2009. تقف حواجز كثيرة في وجه الاستثمار في ملاوي وهي حواجز فشلت الحكومة في التصدي لها، بما في ذلك تكاليف الخدمة العالية وضعف البنية التحتية للمياه والكهرباء والاتصالات السلكية واللاسلكية. اعتبارًا من عام 2009، أشارت التقديرات إلى أن الناتج المحلي الإجمالي للبلاد (تعادل القدرة الشرائية) يقع عند 12.81 مليار دولار بينما إجمالي الناتج المحلي للفرد عند 900 دولار أمريكي وتصل نسبة التضخم إلى 8.5%.
تستحوذ الزراعة على 35% من الناتج المحلي الإجمالي والصناعة على 19% والخدمات على 46% المتبقية. تمتلك مالاوي أحد أدنى دخل فردي في العالم على الرغم من النمو الاقتصادي المقدر بنسبة 9.7% في عام 2008، والنمو القوي المتوقع من جانب صندوق النقد الدولي لعام 2009. تتراجع نسبة الفقر في ملاوي من خلال عمل الحكومة والمنظمات الداعمة، حيث تراجعت نسبة من هم دون خط الفقر من 54% في عام 1990 إلى 40% في عام 2006 ونسبة «الفقراء جداً» من 24% في عام 1990 إلى 15% في عام 2007.
تحتل مالاوي المرتبة 119 من حيث الوجهات الآمنة للاستثمار في العالم في مارس 2011 وفقًا لتصنيفات يوروموني كنتري ريسك.

### الزراعة

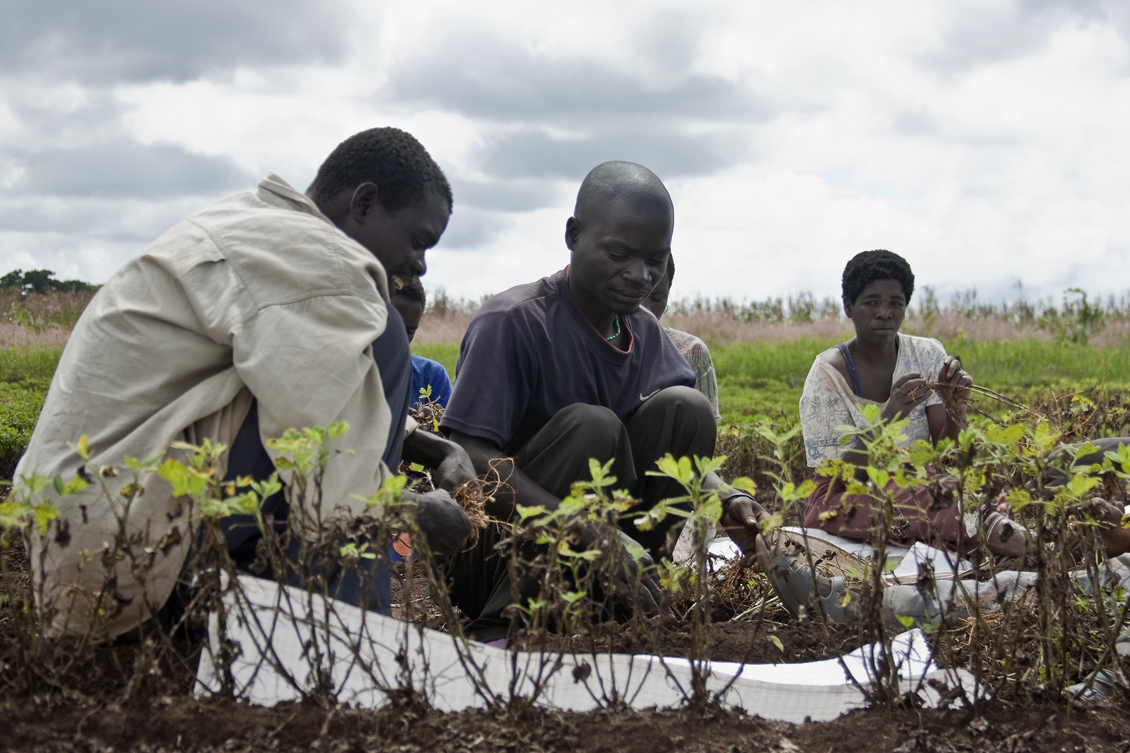
حصاد الفول السوداني في محطة للبحوث الزراعية في ملاوي.

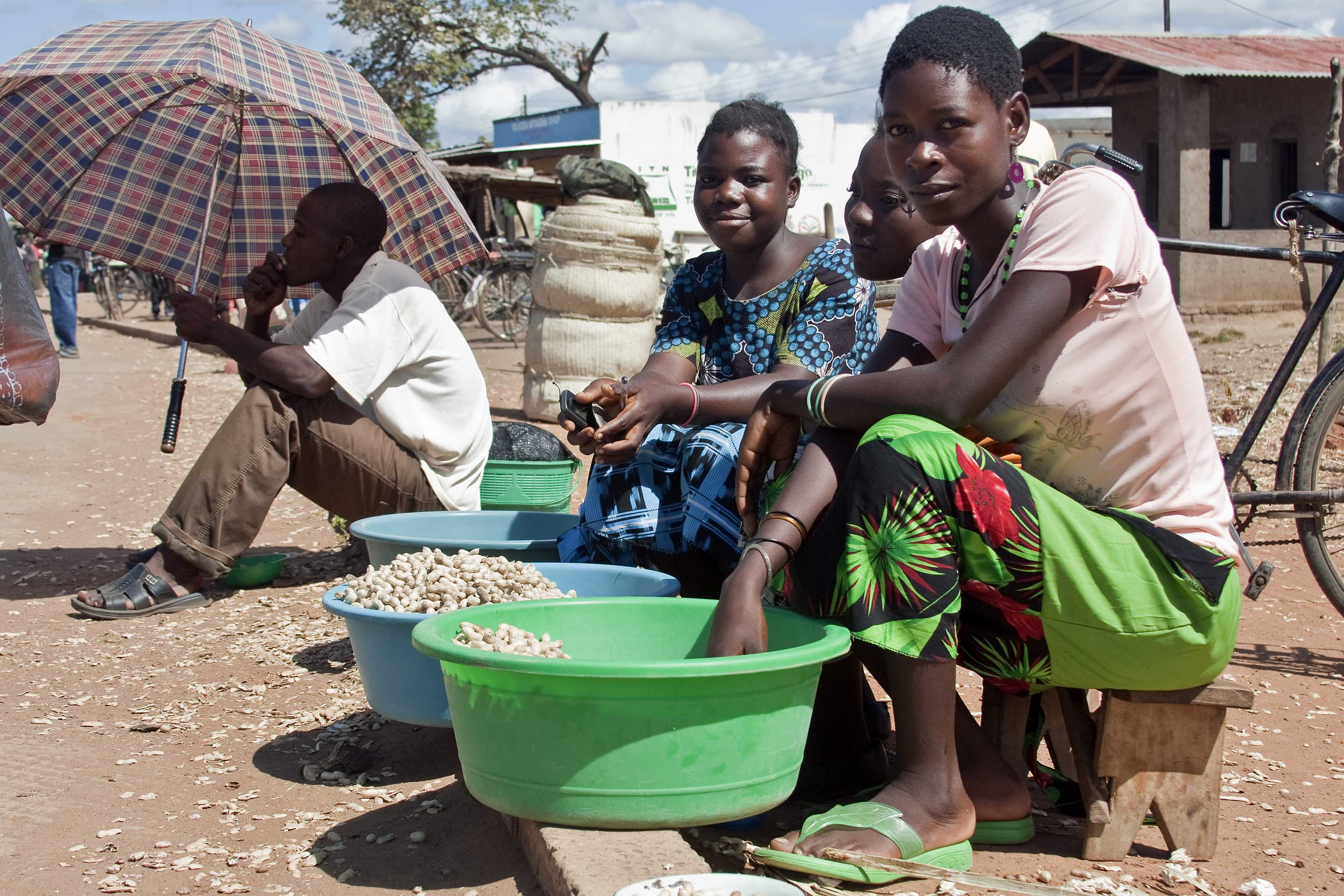
نساء، إلى داخل، سالمة، دائرة إنتخابية، مالاوي، بيع، الفستق.

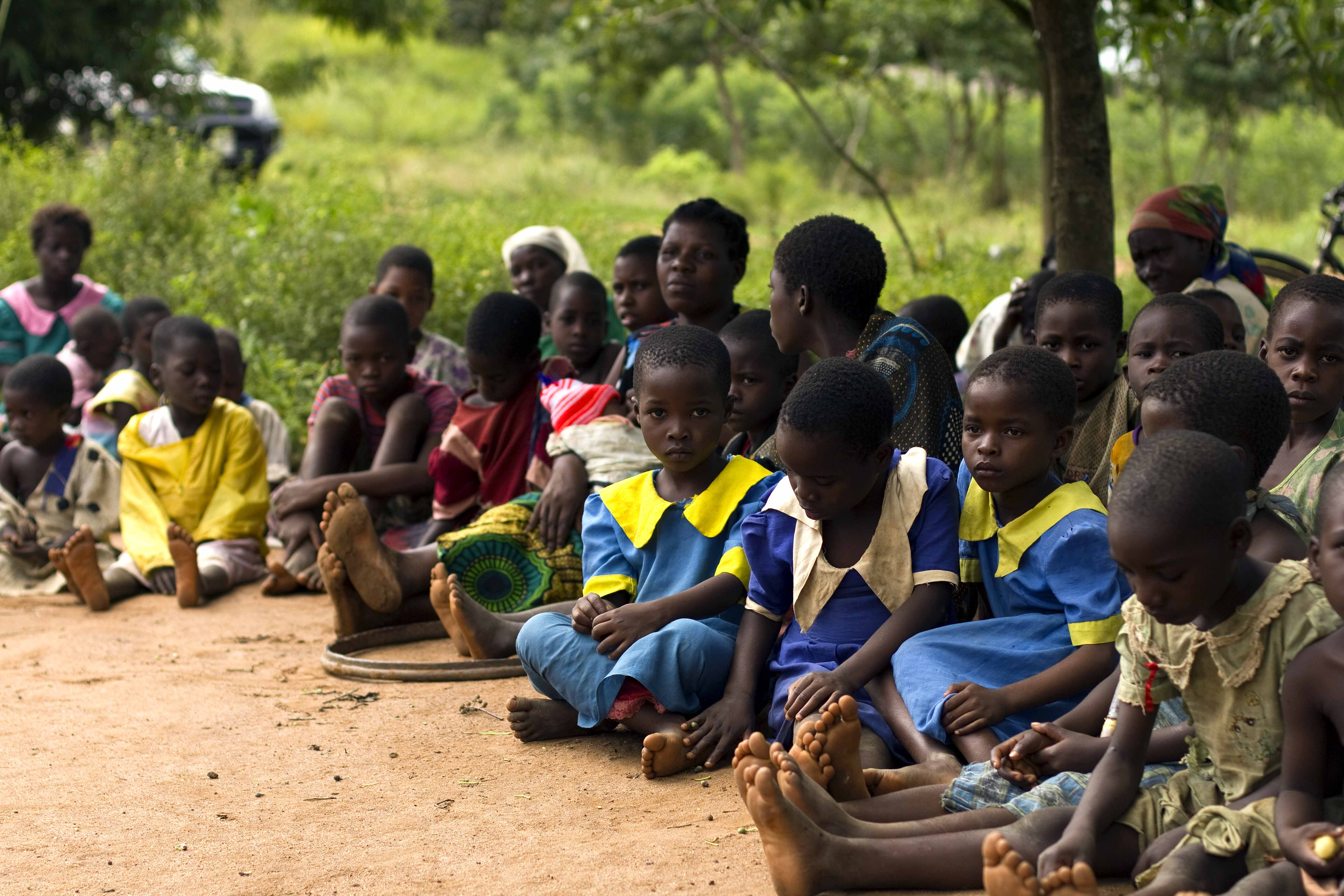
اطفال، حضور، أداة تعريف إنجليزية غير معروفة، فح، الاجتماع، إلى داخل، ناليفو، أهل القرية، مولانج، مالاوي.

تشمل المنتجات الزراعية الرئيسية في ملاوي التبغ وقصب السكر والقطن والشاي والذرة والبطاطا والذرة والماشية والماعز. أما الصناعات الرئيسية فهي التبغ والشاي ومعالجة السكر والمنتجات الخشبية والإسمنت والسلع الاستهلاكية. يقدر معدل نمو الإنتاج الصناعي بنسبة 10% (2009). لا تستخدم البلاد الغاز الطبيعي استخدامًا كبيرًا. اعتبارًا من عام 2008، توقفت ملاوي عن استيراد أو تصدير الكهرباء ولكنها تستورد كامل النفط الذي تحتاجه لعدم وجود إنتاج نفطي في البلاد. ابتداء من عام 2006، بدأت ملاوي خلط البنزين الخالي من الرصاص مع الإيثانول 10% والمنتج في ملاوي في مصنعين اثنين لتقليل الاعتماد على الوقود المستورد. في عام 2008، بدأت مالاوي اختبار السيارات التي تعمل فقط على الإيثانول وكانت النتائج الأولية واعدة حيث تستمر الدولة في اعتمادها على الإيثانول.
في عام 2009، بلغت صادرات ملاوي إلى الولايات المتحدة نحو 945 مليون دولار أمريكي من البضائع سنويًا. اعتماد البلاد الشديد على التبغ وصناعته (فهي تشكل حوالي 70% من عائدات التصدير) يشكل عبئًا ثقيلًا على الاقتصاد بسبب تراجع الأسعار العالمية وزيادة الضغوط في المجتمع الدولي للحد من إنتاج التبغ. تعتمد البلاد أيضًا بشكل كبير على السكر والشاي والبن حيث تشكل تلك مع التبغ أكثر من 90% من عائدات التصدير الملاوية. الاعتماد على التبغ في مالاوي آخذ في التزايد حيث قفز المنتج من 53% إلى 70% من عائدات التصدير بين عامي 2007 و 2008.
السلع المصدرة الأخرى هي القطن والفول السوداني والمنتجات الخشبية والملابس. الوجهات الرئيسية لصادرات البلاد هي جنوب أفريقيا وألمانيا ومصر وزيمبابوي والولايات المتحدة وروسيا وهولندا. تستورد ملاوي 1.625$ مليار من البضائع كل عام، حيث السلع الرئيسية هي الغذاء والمنتجات النفطية والسلع الاستهلاكية ومعدات النقل. الدول الرئيسية التي تستورد منها مالاوي هي جنوب أفريقيا والهند وزامبيا وتنزانيا والولايات المتحدة والصين.
في عام 2006، وبسبب المحصول الزراعي المنخفض، بدأت مالاوي برنامجًا لدعم الأسمدة بهدف إعادة تنشيط إنتاج المحاصيل وتعزيز الأراضي. تبلغ التقارير أن هذا البرنامج الذي أيده رئيس البلاد قد حسن الزراعة جذريًا في ملاوي وسيحول مالاوي إلى مصدر للغذاء إلى البلدان المجاورة. أيضًا في عام 2006، أطلقت النجمة العالمية مادونا برنامج رايزنغ ملاوي وهي مؤسسة تركز على جمع الأموال وبناء البنية التحتية لمساعدة أيتام الإيدز في مالاوي، ومولت أيضًا فيلمًا وثائقيًا عن الصعوبات التي يواجهها الأيتام في مالاوي. تعمل رايزنغ ملاوي أيضًا مع مشروع قرى الألفية لتحسين التعليم والرعاية الصحية والبنية التحتية والزراعة في ملاوي.

### البنية التحتية

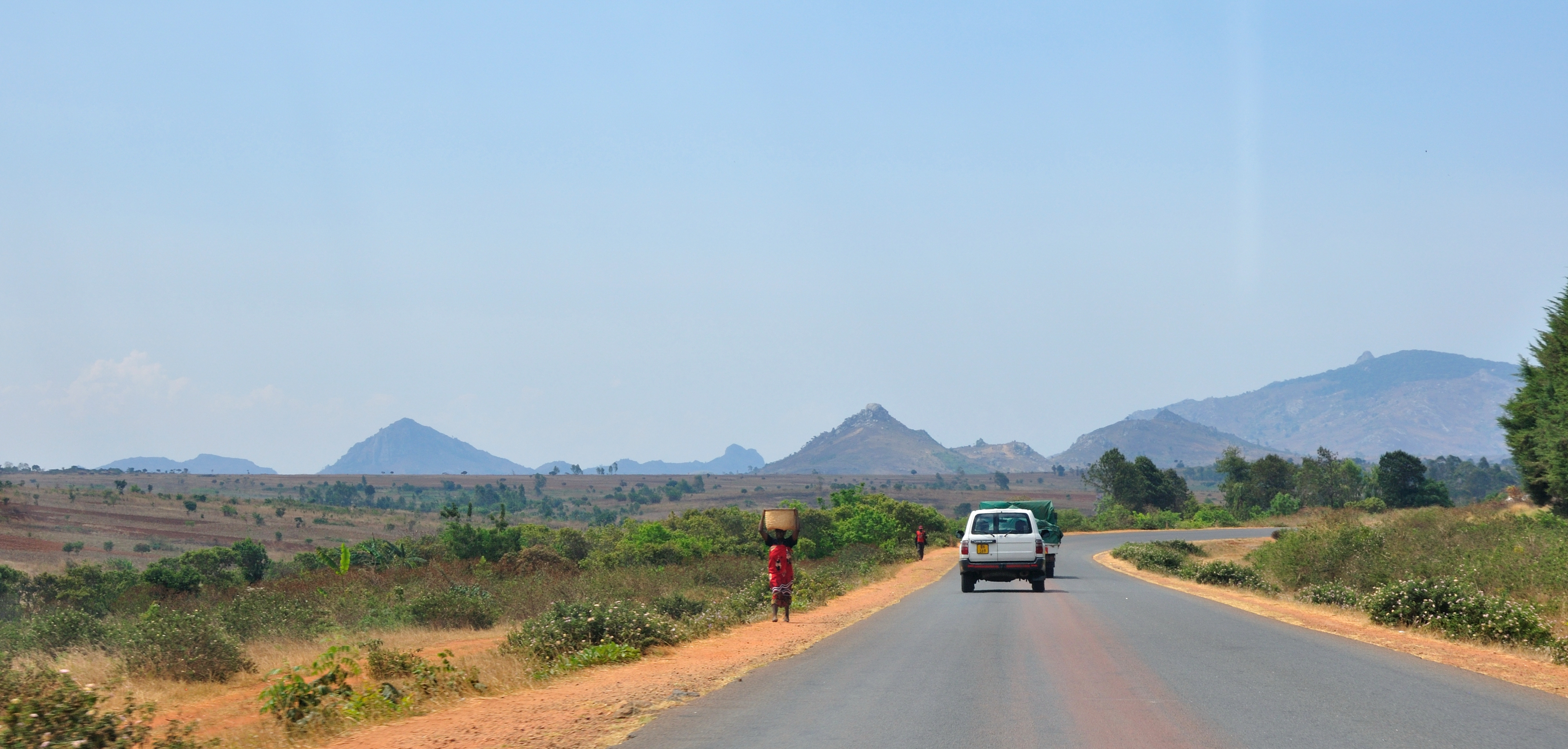
الطريق مي 1 بين بلانتيري وليلونغوي.

اعتبارًا من عام 2009، يوجد في مالاوي 32 مطارًا بوجود 6 مدارج معبدة و 26 غير معبدة. يوجد في البلاد لديها 797 كم من السكك الحديدية ذات القياس الضيق و15,451 كم من الطرق منها 6,956 كم معبد و8,496 كم غير معبدة. كما يوجد في ملاوي 700 كم من الممرات المائية في بحيرة ملاوي وعلى طول نهر شاير.
واعتبارًا من عام 2008، كان هناك 236,000 من خطوط الهواتف الأرضية في ملاوي بينما بلغت الهواتف المحمولة 1,781,000 بمعدل 15 هاتفًا محمولًا لكل 100 شخص. كان عدد مستخدمي الإنترنت في عام 2008 نحو 316,100 شخص وبوجود 741 مستضيف للإنترنت في 2009. في عام 2001، كان هناك 14 محطة إذاعية ومحطة تلفزيونية وحيدة. اعتبر نظام الاتصالات السلكية واللاسلكية في مالاوي سابقًا كأحد أسوئها في أفريقيا ولكن الظروف آخذة في التحسن حيث جرى إضافة 130,000 خط هاتف أرضي يجري بين عامي 2000 و2007. يسهل الوصول للهواتف في المناطق الحضرية، حيث أقل من ربع الخطوط الأرضية في المناطق الريفية.

## التركيبة السكانية

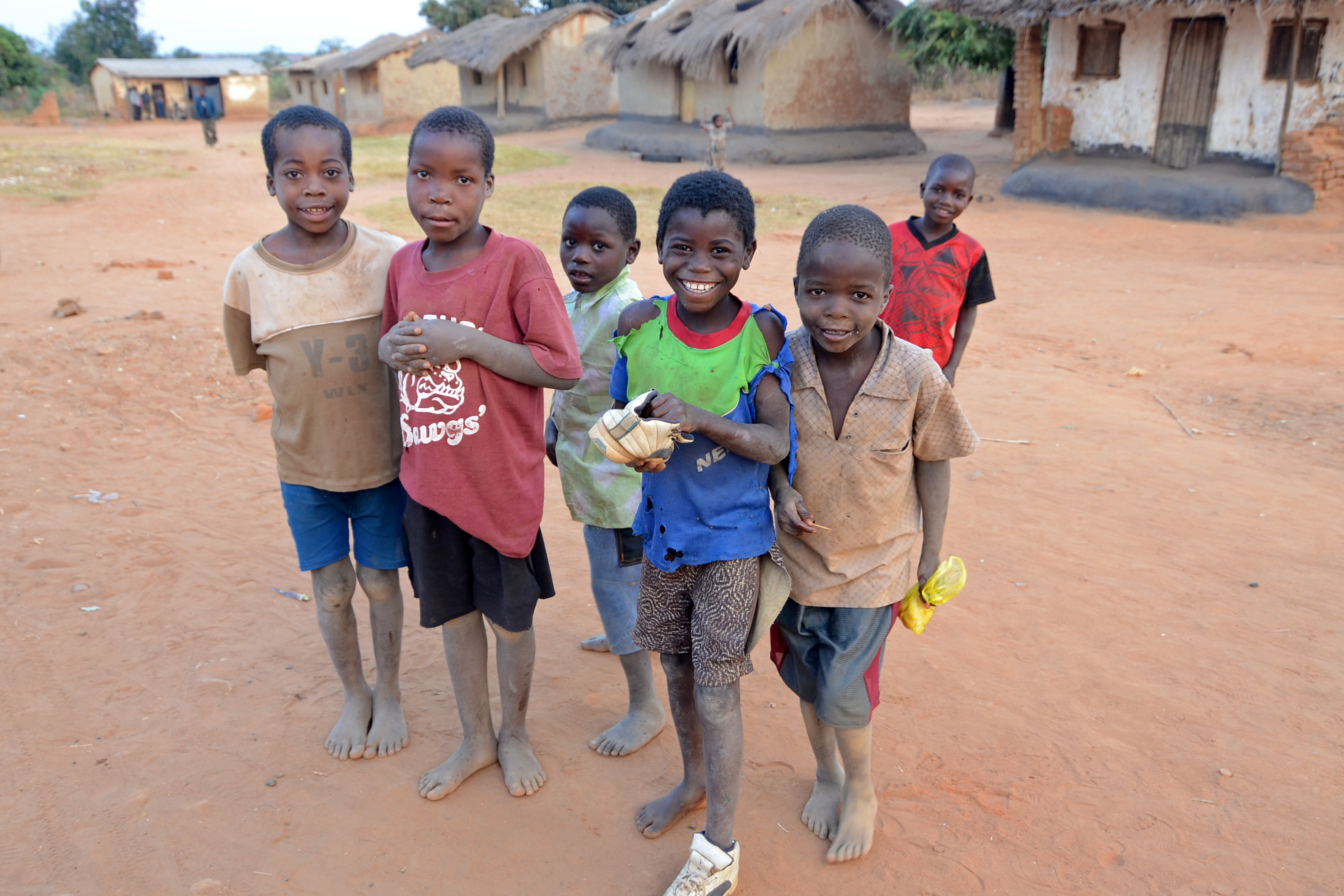
الأطفال في تشيلواماتامب، منطقة كاسونغو، ملاوي.

يفوق تعداد سكان مالاوي 15 مليون نسمة وبمعدل نمو قدره 2.75% وفقاً لتقديرات 2009.
يتكون سكان مالاوي من مجموعات تشيوا ونيانجا وتومبوكو وياو ولوموي وسينا وتونغا ونغوني ونغوندي الأصلية، بالإضافة إلى السكان الآسيويين والأوروبيين. تشمل اللغات الرئيسية الشيشيوا وهي اللغة الرسمية ويتحدث بها أكثر من 57% من السكان وتشينيانجا (12.8%) وتشيياو (10.1%) وتشيتومبوكا (9.5%).
اللغات الأصلية الأخرى هي اللوموي الملاوية والتي يتحدث بها حوالي 250,000 شخص في جنوب شرق البلاد؛ والكوكولا التي يتحدث بها حوالي 200,000 شخص في جنوب شرق البلاد أيضًا؛ أما اللامبيا فيتحدث بها حوالي 45,000 شخص في الطرف الشمالي الغربي؛ الندالي يتحدث بها حوالي 70,000؛ والنياكيوسا نغوندي التي يتحدث بها حوالي 300,000 في شمال مالاوي؛ والسينا الملاوية التي يتحدث بها حوالي 270,000 شخص في جنوب ملاوي؛ والتونغا ويتحدث بها حوالي 170,000 في الشمال.

### الدين

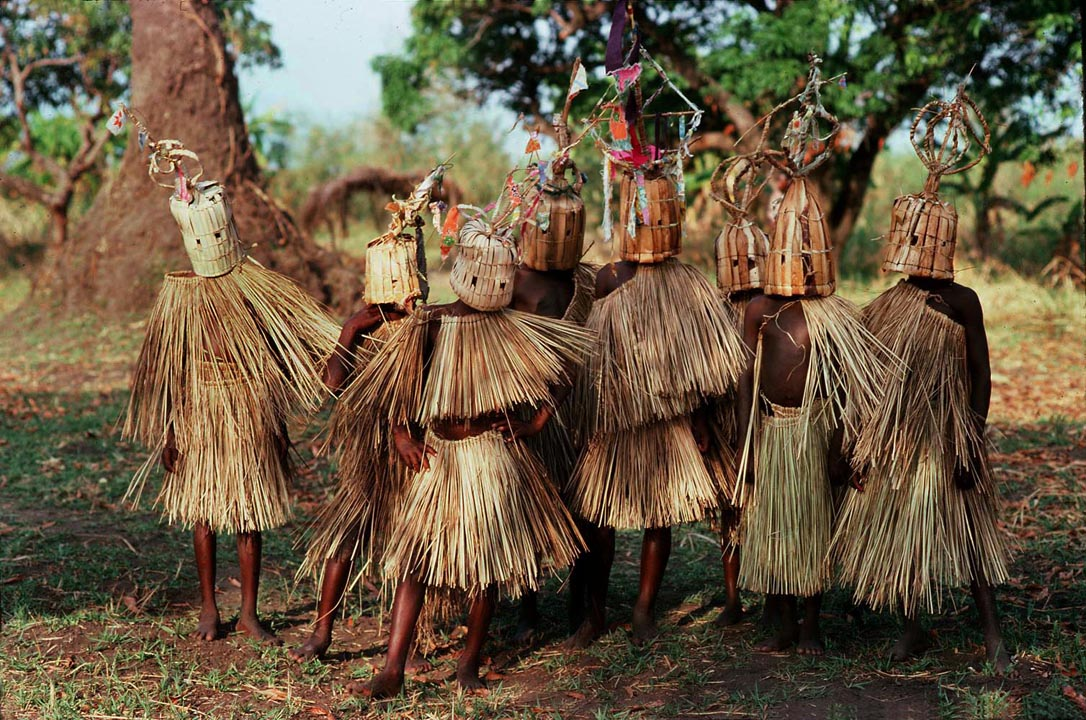
9- إلى الأولاد البالغ من العمر 10 سنوات من واياو المشاركة في طقوس الختان والشروع.

وفقًا لتقديرات 2007، ما يقرب من 80% من السكان مسيحيون حيث الكنيسة الرومانية الكاثوليكية وكنيسة أفريقيا الوسطى المشيخية أكبر المجموعات المسيحية. هناك أيضًا عدد أقل من الإنجيليين والمعمدانيين والأدفنتست. حوالي 13% من السكان مسلمون ومعظمهم من السنة من القادرية أو الصكتو. الجماعات الدينية الأخرى في البلاد تشمل اليهود والرستافاريين والهندوس والبهائيين. يشكل الملحدون حوالي 4 ٪ من السكان رغم أن هذا العدد يشمل الأشخاص الذين يمارسون الديانات الأفريقية التقليدية.

### الصحة

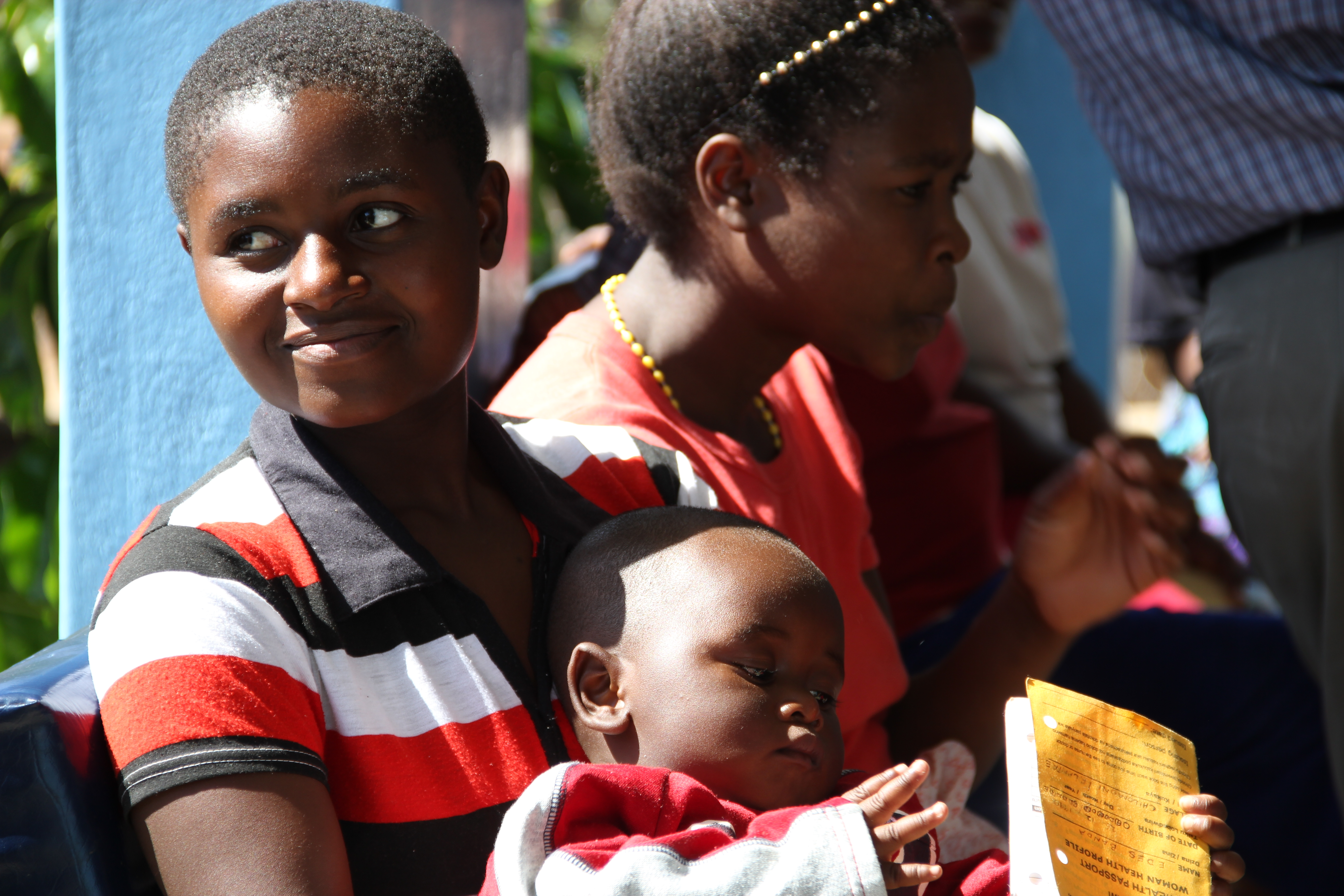
نساء ملاوي ذوات أطفال صغار يحضرن خدمات تنظيم الأسرة.

معدلات وفيات الرضع مرتفعة ومتوسط العمر المتوقع عند الولادة 50,03 عامًا. هناك نسبة مرتفعة من انتشار فيروس نقص المناعة البشرية بين البالغين حيث تقدر أعدادهم بنحو 930,000 (أو 11.9% من السكان) ويعيشون مع المرض منذ عام 2007. هناك ما يقرب من 68,000 حالة وفاة سنوية بسبب فيروس نقص المناعة البشرية حسب عام 2007. يصاب نحو 250 شخص جديد كل يوم ويشغلون ما لا يقل عن 70% من أسرة المستشفيات في ملاوي. أدى ارتفاع معدل العدوى إلى غياب 5.8% من القوة العاملة في الزراعة لوفاتهم بسبب هذا المرض، ومن المتوقع أن يهبط هذا الفيروس بالناتج المحلي الإجمالي للبلاد بنسبة لا تقل عن 10% بحلول عام 2010. تنفق الحكومة أكثر من 120,000$ سنويًا على جنازات موظفي الخدمة المدنية الذين يموتون به.
هناك درجة عالية جدًا من خطر الإصابة بالأمراض المعدية الرئيسية، بما في ذلك الإسهال البكتيري وبالأوالي والتهاب الكبد أ وحمى التيفوئيد والملاريا والطاعون وداء المنشقات وداء الكلب. تم إحراز تقدم في ملاوي لخفض معدل وفيات الأطفال والحد من انتشار فيروس نقص المناعة والملاريا وغيرها من الأمراض، ومع ذلك، فإن إنجاز البلاد في خفض معدل وفيات الأمهات وتعزيز المساواة بين الجنسين ذريع جداً.

### التعليم

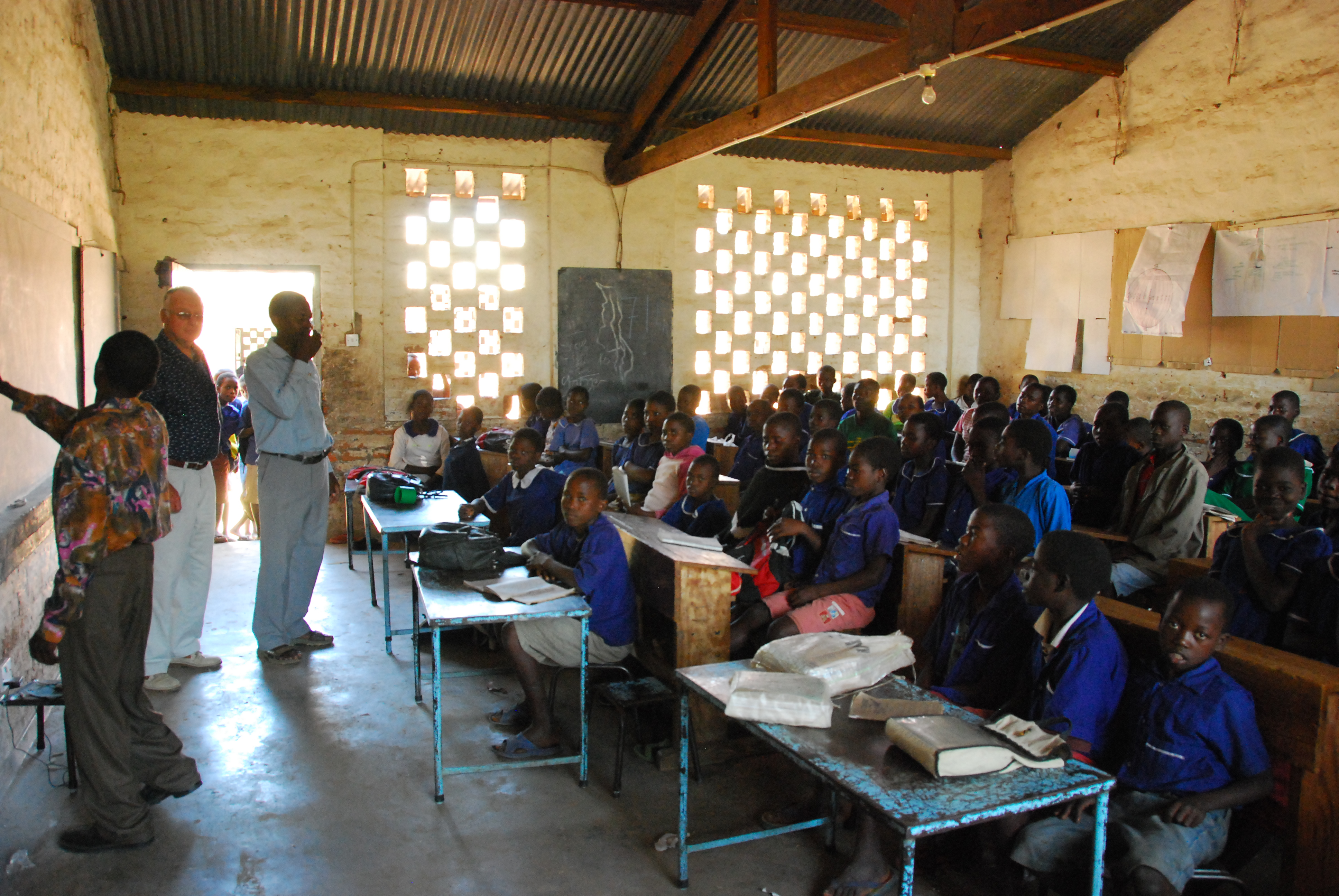
أطفال المدارس في الفصول الدراسية، كارونغا، مالاوي.

التعليم الابتدائي في ملاوي ليس إلزاميًا، ولكن الدستور يذكر حق الجميع بما لا يقل عن خمس سنوات من التعليم الابتدائي. في عام 1994، أصبح التعليم الابتدائي مجانيًا لجميع الأطفال من قبل الحكومة مما أدى إلى زيادة معدلات الحضور. معدلات التسرب هي أعلى بالنسبة للفتيات من الفتيان، ويعزى ذلك إلى المشاكل الأمنية أثناء السفر الطويل إلى المدرسة، كما تواجه الفتيات أعلى معدل انتشار للعنف القائم على الجنس. مع ذلك، فإن معدلات حضور الأطفال آخذة في التحسن حيث ارتفعت معدلات القيد في المدارس الابتدائية من 58% في عام 1992 إلى 75% في عام 2007، بينما ارتفع عدد الطلاب الذين أكملوا السنوات الدراسية الخمس الأولى من 64% في عام 1992 إلى 86% في عام 2006. ازداد محو أمية الشباب أيضًا من 68% في عام 2000 إلى 82% في عام 2007. وتعزى هذه الزيادة في المقام الأول إلى تحسين المواد التعليمية في المدارس، وتحسين البنية التحتية وبرامج التغذية التي تم تنفيذها في جميع أنحاء النظام المدرسي.

## الثقافة

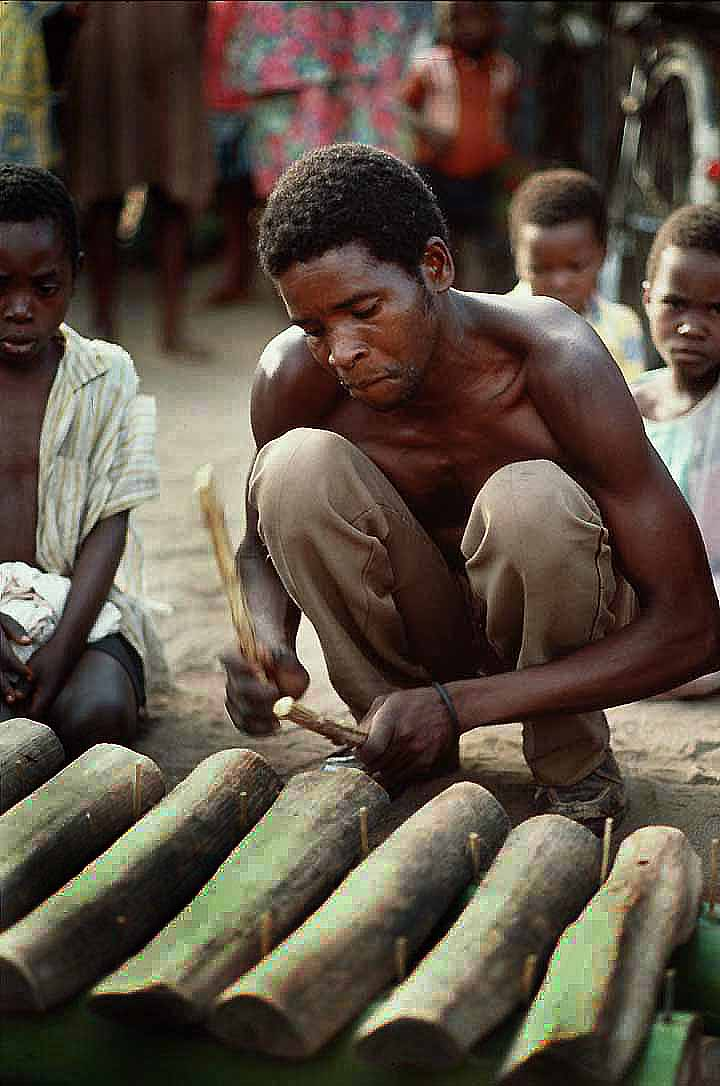
رجل من ملاوي يعزف السيلوفون.

يشتق الاسم «مالاوي» من مارافي وهم شعب من البانتو هاجروا من الكونغو الجنوبية حول 1400 م. عندما وصلوا إلى شمال بحيرة ملاوي انقسمت المجموعة حيث اتجهت إحدى المجموعات نحو الجنوب أسفل الضفة الغربية للبحيرة لتصبح التشيوا بينما تحركت مجموعة أخرى وهي أسلاف نيانجا اليوم على طول الجانب الشرقي من البحيرة إلى الجزء الجنوبي من ملاوي. منعت الصراعات العرقية والهجرة المستمرة من تشكيل مجتمع ملاوي فريد ومتماسك حتى مطلع القرن العشرين. على مدى القرن الماضي تقلصت الفروق العرقية إلى نقطة حيث لا يوجد فرق كبير بين الأعراق المتعايشة وعلى الرغم من الانقسامات الإقليمية لا تزال تحدث. بدأ مفهوم الهوية الملاوية بالتشكل حول أهل الريف بشكل رئيس والذين هم من المحافظين عمومًا وغير عنيفين تقليديًا.
بين 1964-2010، تكون علم مالاوي من ثلاثة خطوط أفقية متساوية من الأحمر والأسود والأخضر مع شمس حمراء مشرقة في مركز الشريط الأسود. يمثل الشريط الأسود الشعب الأفريقي والأحمر دماء شهداء الحرية الأفريقية والأخضر طبيعة ملاوي الخضراء الدائمة بينما الشمس المشرقة فجر الحرية والأمل لأفريقيا. في عام 2010، تم تغيير العلم بإزالة الشمس الحمراء المشرقة ووضع اللون الأسود وشمس بيضاء كاملة الشروق في المركز باعتبارها رمزًا للتقدم الاقتصادي في ملاوي.
تعد الرقصات جزءًا قويًا من ثقافة مالاوي، حيث تشكلت فرقة الرقص الوطني (سابقًا فرقة كواشا الثقافية) في نوفمبر 1987 من قبل الحكومة. يمكن أن تشاهد الموسيقى والرقصات التقليدية في التلقين والطقوس ومراسم الزواج والاحتفالات. كرة القدم هي الرياضة الأكثر شيوعًا في ملاوي، حيث قدمها الحكم الاستعماري البريطاني. تنمو أيضًا شعبية كرة السلة.
تمتلك المجموعات العرقية الأصلية في ملاوي تقاليد عريقة في صنع السلال والأقنعة، وتستخدم بعض هذه السلع في الاحتفالات التقليدية التي لا تزال تقوم بها الشعوب الأصلية. نحت الخشب والرسم الزيتي هي أيضًا شعبية في المراكز الحضرية حيث تباع الكثير من المواد المنتجة للسياح. هناك العديد من الأدباء الملاويين ذوو الشهرة العالمية بما في ذلك الشاعر جاك مابانجي والمؤلف التاريخي والروائي بول زيليزا والمؤلفين لغسون كاييرا وفيلكس منتالي وفرانك تشيباسولا وديفيد روباديري.

### المطبخ

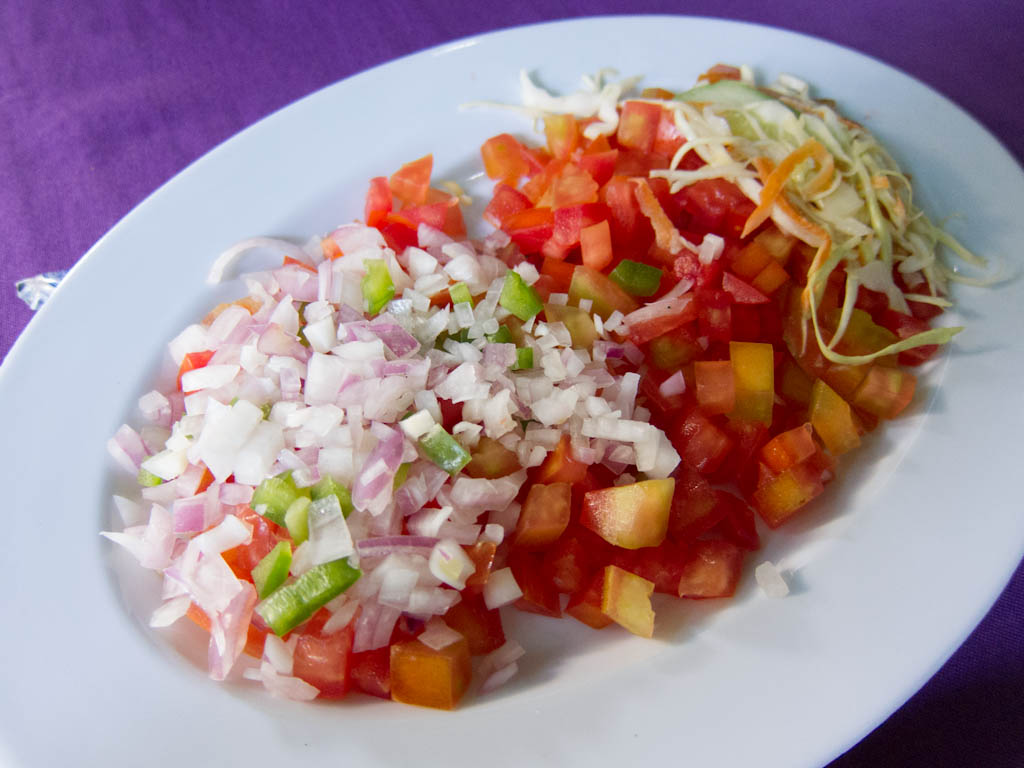
سلطة كاتشومباري

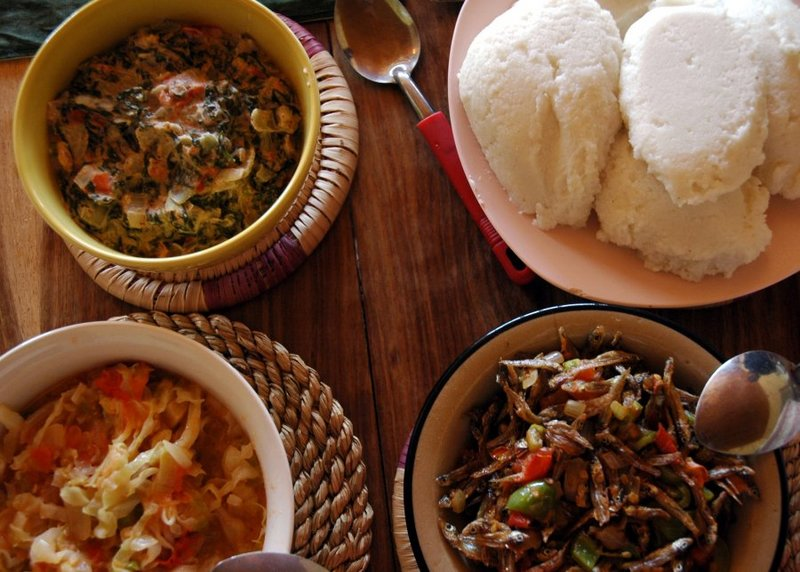
نشيما

## معرض صور

## الملاحظات
1. 1 2  "Malawi Government". Malawi Government. مؤرشف من الأصل في 2018-06-28. اطلع عليه بتاريخ 2015-07-31.
2. ↑  "FAO Country Profiles:Malawi". مؤرشف من الأصل في 2017-12-06. اطلع عليه بتاريخ 2016-02-09.
3. ↑  ""Population and Housing Census Flagship Report 2018"" (PDF). Statistical Office of Malawi. مؤرشف من الأصل (PDF) في 2024-04-18. اطلع عليه بتاريخ 2024-06-11.
4. 1 2 3 4 5 6 7 8 9 10 11 12 13 14 15 16  . قاعدة بيانات البنك الدولي. {{استشهاد ويب}}: الوسيط |title= غير موجود أو فارغ (من ويكي بيانات) (مساعدة) والوسيط |مسار= غير موجود أو فارع (مساعدة)
5. ↑  "Demographic and socio-economic". مؤرشف من الأصل في 2019-06-10.
6. ↑  Carter, Sarah (11 Jun 2024). "Malawi Vice President Dr. Saulos Chilima killed in plane crash along with 9 others - CBS News". www.cbsnews.com (بالإنجليزية الأمريكية). Archived from the original on 2024-06-11. Retrieved 2024-06-11.
7. ↑  "GDP, PPP (current international $) / Data" [en]. قاعدة بيانات البنك الدولي. البنك الدولي. مؤرشف من الأصل في 2019-07-24. اطلع عليه بتاريخ 2019-06-08.
8. ↑  "إجمالي الناتج المحلي (القيمة الحالية بالدولار الأمريكي) - Malawi / Data". مؤرشف من الأصل في 2021-08-04. اطلع عليه بتاريخ 2022-09-21.
9. ↑   https://web.archive.org/web/20190404033335/https://www.imf.org/external/datamapper/NGDP_RPCH@WEO?year=2016. مؤرشف من الأصل في 2019-04-04. {{استشهاد ويب}}: الوسيط |title= غير موجود أو فارغ (مساعدة)
10. ↑  "Total reserves (includes gold, current US$) / Data" [en]. قاعدة بيانات البنك الدولي. البنك الدولي. مؤرشف من الأصل في 2019-07-27. اطلع عليه بتاريخ 2019-05-01.
11. ↑  "Gini Index". World Bank. مؤرشف من الأصل في 2018-07-03. اطلع عليه بتاريخ 2011-03-02.
12. ↑  "2016 Human Development Report Summary" (PDF). United Nations Development Programme. 2016. مؤرشف من الأصل (PDF) في 2018-06-07. اطلع عليه بتاريخ 2017-03-21.
13. ↑  "Unemployment, total (% of total labor force) (modeled ILO estimate) / Data" [en]. مؤرشف من الأصل في 2019-08-11. اطلع عليه بتاريخ 2020-1-3.
14. ↑   https://web.archive.org/web/20200103143221/https://www.imf.org/external/datamapper/PCPIEPCH@WEO?year=2018. مؤرشف من الأصل في 2020-01-03. {{استشهاد ويب}}: الوسيط |title= غير موجود أو فارغ (مساعدة)
15. ↑  "International Numbering Resources Database" (بالإنجليزية). Retrieved 2016-07-03.
16. ↑  "International Numbering Resources Database" (بالإنجليزية). Retrieved 2016-07-08.
17. 1 2  "International Numbering Resources Database" (بالإنجليزية). Retrieved 2016-07-10.
18. ↑   http://chartsbin.com/view/edr. {{استشهاد ويب}}: |url= بحاجة لعنوان (مساعدة) والوسيط |title= غير موجود أو فارغ (من ويكي بيانات) (مساعدة)
19. ↑  "Malawi Population (2024) - Worldometer". www.worldometers.info (بالإنجليزية). Archived from the original on 2024-05-25. Retrieved 2024-06-11.
20. ↑  "Malawi, The Warm Heart of Africa". Network of Organizations for Vulnerable & Orphan Children. مؤرشف من الأصل في 2012-10-14. اطلع عليه بتاريخ 2011-1-26.
21. 1 2 3 4 5 6  Cutter, Africa 2006, p. 142
22. 1 2 3 4 5 6 7  "Background Note: Malawi". Bureau of African Affairs. U.S. Department of State. 11 يناير 2011. مؤرشف من الأصل في 2019-05-04. اطلع عليه بتاريخ 2011-07-20.
23. ↑  Davidson, Africa in History, pp. 164–165
24. ↑  Turner, The Statesman's Yearbook, p.821
25. 1 2  Murphy, Central Africa, p. xxvii
26. ↑  Reader, Africa, p. 579
27. ↑  Murphy, Central Africa, p. 28
28. ↑  Murphy, Central Africa, p. li
29. 1 2 3  Cutter, Africa 2006, p. 143
30. ↑  Meredith, The Fate of Africa, p. 285
31. ↑  Meredith, The Fate of Africa, p. 380
32. 1 2  "Country Brief – Malawi". The World Bank. سبتمبر 2008. مؤرشف من الأصل في 2014-08-05. اطلع عليه بتاريخ 2009-01-03.
33. ↑  "Malawi president wins re-election". BBC News. 22 مايو 2009. مؤرشف من الأصل في 2018-07-24. اطلع عليه بتاريخ 2009-08-06.
34. ↑  Sevenzo, Farai (3 مايو 2011). "African viewpoint: Is Malawi reverting to dictatorship?". BBC. مؤرشف من الأصل في 2019-04-11. اطلع عليه بتاريخ 2011-07-21.
35. ↑  "Malawi riots erupt in Lilongwe and Mzuzu". BBC. 20 يوليو 2011. مؤرشف من الأصل في 2017-07-03. اطلع عليه بتاريخ 2011-07-21.
36. ↑  "U.S. Condemns Crackdown on Protests in Malawi That Left 18 Dead". San Francisco Chronicle. 22 يوليو 2011. مؤرشف من الأصل في 2020-04-08. اطلع عليه بتاريخ 2011-07-27.
37. 1 2  Benson, Todd. "Chapter 1: An Introduction". Malawi: An Atlas of Social Statistics. National Statistical Office, Government of Malawi. ص. 2. مؤرشف من الأصل (PDF) في 2018-08-14. اطلع عليه بتاريخ 2008-08-24.
38. 1 2 3 4 5 6 7 8 9 10 11  "Malawi". The World Factbook. CIA. مؤرشف من الأصل في 2019-05-08. اطلع عليه بتاريخ 2010-02-06.
39. 1 2 3 4 5  Dickovick, Africa 2008, p. 278
40. ↑  "2008 Ibrahim Index of African Governance" (PDF). Mo Ibrahim Foundation. 6 أكتوبر 2008. مؤرشف من الأصل (PDF) في 2012-05-13. اطلع عليه بتاريخ 2010-09-23.
41. 1 2  Turner, The Statesman's Yearbook, p. 822
42. ↑  Ngozo, Claire (7 مايو 2011). "China puts its mark on Malawi". The Guardian. مؤرشف من الأصل في 2011-05-13. اطلع عليه بتاريخ 2011-07-20.
43. ↑  Nsehe, Mfonobong (17 يوليو 2011). "U.K. Stops Budgetary Aid To Malawi". Forbes. مؤرشف من الأصل في 2011-07-20. اطلع عليه بتاريخ 2011-07-20.
44. ↑  Dugger, Celia W. (26 يوليو 2011). "U.S. Freezes Grant to Malawi Over Handling of Protests". New York Times. مؤرشف من الأصل في 2019-07-10. اطلع عليه بتاريخ 2011-07-27.
45. ↑  "2010 Human Rights Report: Malawi". US Department of State. 8 أبريل 2011. مؤرشف من الأصل في 2012-01-19. اطلع عليه بتاريخ 2011-07-21.
46. 1 2  "Malawi". International Religious Freedom Report 2007. U.S. Department of State. 14 سبتمبر 2007. مؤرشف من الأصل في 2012-01-19. اطلع عليه بتاريخ 2008-12-18.
47. ↑  "Malawi pardons jailed gay couple". Irish Times. 29 مايو 2010. مؤرشف من الأصل في 2012-10-21. اطلع عليه بتاريخ 2010-5-29.
48. ↑  Douglas, John (Summer 1998). "Malawi: The Lake of Stars". Travel Africa ع. 4. مؤرشف من الأصل في 2014-08-05. اطلع عليه بتاريخ 2008-08-22.
49. 1 2  Turner, The Statesman's Yearbook, p. 824
50. ↑  Ribbink، Anthony.J. "Lake Malawi". Freshwater Ecoregions Of the World. منظمة الحفاظ على الطبيعة. مؤرشف من الأصل في 2018-03-22. اطلع عليه بتاريخ 2016-12-09.
51. ↑  "Britain reduces aid to Malawi over presidential jet". رويترز. 10 مارس 2010. مؤرشف من الأصل في 2018-07-06.
52. ↑  "Malawi: Fuel shortage deepens". Africa News. 11 نوفمبر 2009. مؤرشف من الأصل في 2013-06-11.
53. ↑  "Forex shortage crimps Malawi ministers' foreign trips". Nyasa Times. 19 نوفمبر 2009. مؤرشف من الأصل في 2011-05-03.
54. ↑  Banda, Mabvuto (1 أبريل 2009). "Malawi economy grew by around 9.7 pct in 2008: IMF". Reuters Africa. مؤرشف من الأصل في 2017-06-20. اطلع عليه بتاريخ 2009-04-07.
55. 1 2 3  "Malawi releases the 2008 MDGs Report". United Nations Development Programme Malawi. 23 ديسمبر 2008. مؤرشف من الأصل في 2014-08-05. اطلع عليه بتاريخ 2009-01-03.
56. ↑  "Euromoney Country Risk". Euromoney Country Risk. Euromoney Institutional Investor PLC. مؤرشف من الأصل في 2019-05-05. اطلع عليه بتاريخ 2011-08-15.
57. ↑  Chimwala, Marcel (10 أكتوبر 2008). "Malawi's ethanol-fuel tests show promise". Engineering News. مؤرشف من الأصل في 2016-06-24. اطلع عليه بتاريخ 2009-01-03.
58. ↑  Dugger, Celia W. (2 ديسمبر 2007). "Ending Famine, Simply by Ignoring the Experts". نيويورك تايمز. مؤرشف من الأصل في 2018-06-15. اطلع عليه بتاريخ 2008-08-05.
59. ↑  Luscombe, Belinda (6 أغسطس 2006). "Madonna Finds a Cause". Time. مؤرشف من الأصل في 2013-08-23. اطلع عليه بتاريخ 2008-10-24.
60. ↑  Hutton, Punch (يوليو 2007). "Raising Malawi". Vanity Fair. مؤرشف من الأصل في 2014-11-29. اطلع عليه بتاريخ 2008-10-24.
61. ↑  "Malawi". NICI in Africa. Economic Commission for Africa. مؤرشف من الأصل في 2012-06-25. اطلع عليه بتاريخ 2008-11-06.
62. ↑  "Languages of Malawi". Ethnologue. SIL International. مؤرشف من الأصل في 2012-10-14. اطلع عليه بتاريخ 2008-11-21.
63. ↑  "Malawi". Bureau of International Labor Affairs, US Dept. of Labor. مؤرشف من الأصل في 2014-01-16. اطلع عليه بتاريخ 2008-10-06.
64. ↑  Berry, Bruce (6 فبراير 2005). "Malawi". Flags of the World Website. Flags of the World. مؤرشف من الأصل في 2013-09-26. اطلع عليه بتاريخ 2010-09-22.
65. ↑  "Govt imports samples of proposed new Malawi flag". Nyasa Times. 2 مارس 2010. مؤرشف من الأصل في 2011-05-03. اطلع عليه بتاريخ 2010-08-07.
66. 1 2  Gall, Worldmark Encyclopedia of Cultures and Daily Life, pp. 101–102

## وصلات خارجية
- Government of the Republic of Malawi Official website
- Malawi Democrat Newspaper نسخة محفوظة 31 يناير 2011 على موقع واي باك مشين. Lilongwe based
- Chief of State and Cabinet Members
- Malawi  على كتاب حقائق العالم
- Malawi from UCB Libraries GovPubs
- مالاوي على مشروع الدليل المفتوح
- Malawi profile from the بي بي سي نيوز
- أطلس ويكيميديا حول Malawi
- Malawi24 Online news publication
- Nation Malawi daily بلانتاير-based newspaper
- Nyasa Times Online based in United Kingdom and Blantyre
- The Daily Times daily بلانتاير-based newspaper
- Human Development Report 2007/2008
- Maravi Post
- Global Lives Project video recording of 24 hours of daily life of Edith Kaphuka in Ngwale Village, Malawi
- Key Development Forecasts for Malawi from International Futures
- Lilongwe Peace Declaration (LPD)- Taking a Stand against Violence in Malawi during and after Elections نسخة محفوظة 2 يونيو 2014 على موقع واي باك مشين., UN Peacemaker